# شبكة تجارة خاصة
شبكة التجارة الخاصة العديد من الشركات تحاول الاستفادة من الأعمال الإلكترونية وذلك لإنشاء علاقة بينها وبين مورديها عن طريق ما يسمى بشبكة التجارة الخاصة.

## التعريف
هي عبارة عن نوع من العلاقة التي تربط جهة عمل بجهة عمل أخرى وهي طريقة لتبادل المعلومات تعتمد على دمج تقنية الإنترنت بنظام تبادل البيانات الإلكتروني وتركز على تنسيق العمليات الخاصة بين الشركات والموزعين والموردين وغيرهم.

## تبادل البيانات الإلكتروني
هي طريقة لتبادل المعلومات لشركات الأعمال المتعاونة على الإنترنت أي انها طريقة لنقل الوثائق الإلكترونية بين شريك تجاري وشريك تجاري آخر بصيغة معينة.

## أنواعه

### 1- شبكة التجارة الخاصة بشركة واحدة
وهي أشهر نوع من أنواع شبكة التجارة الخاصة وهي عبارة عن شبكة مملوكة بواسطة شركة كبيرة للبيع وهي شبكة خاصة فقط بين الشركة المالكة والشركاء الموثقين وهي عبارة عن خطوة لجعل الشركاء جزء من عملية اتخاذ القرار الخاصة بالعملاء.
مثال على ذلك:
شركة ول مارت: صممت ول مارت شبكة خاصة بينها وبين الموفرين للبضائع وذلك لتسمح لهم بالمراقبة اليومية لمبيعاتهم، وحالة الشحن بالإضافة إلى كمية البضاعة في المخازن.
ول مارت رفضت أن تشارك شبكتها الناجحة مع غيرها من شركات البيع المفرد وذلك خوفا من مشاركة أسرار هذه التقنية.

### 2- شبكة التجارة الخاصة الواسعة
وهي ناشئة من تعاون عدة شركات وهي مملوكة بواسطة مجموعة من الشركات التي لها أهداف واحدة:
1. الحصول على معايير موحدة للاتصال التجاري.
2. الحصول على تقنية مفتوحة ومشتركة لحل المشاكل الصناعية.

وهذه الشبكات صنعت نتيجة لنجاح الشبكة الخاصة بشركة واحدة.
مثال على ذلك شبكة أجينتريكس التي جمعت مجموعة من شركات البيع المفرد مع الكثير.
من الموردين وذلك لتسهيل عملية التجارة بينهم.

## مميزاته
1. تطوير كفاءة عملية البيع والشراء على مستوى العملية الصناعية.
2. تطوير عملية التخطيط للمصادر على مستوى العملية الصناعية.
3. إنشاء نظرة واقعية لسلسة الموردين وذلك عن طريق تعريف البائع والمورد بكمية البضاعة في المخازن.
4. بناء علاقة قوية بين المورد والبائع عن طريق توقع كمية الطلب وتسهيل الاتصال.
5. تقليل المخاطر في الصناعة عن طريق التوازن بين العرض والطلب.

## عوامل النجاح
1- انها تعطي قيمة لجميع الإطراف المشتركة:
بواسطة علاقة العمل التي تربط بينهم تستطيع شبكة التجارة الخاصة أن تبني للشركاء ميزة تنافسية عن طريق التعاون الذي بربط بينهم فالزبائن يستطيعون أن يشاركوا بالمعلومات حول المطالب التي يحتاجون لها وبالتالي المنتجين والموزعين يمكن أن يستعملوا تلك المعلومات لتوقع متطلبات الإنتاج والجرد
2-الحفاظ على سرية المعلومات
شبكة التجارة الخاصة تتفادى مشاكل الأمن التي تتعرض لها الشبكة المستقلة وذلك لان الوصول إلى المعلومة مسموح فقط إلى المشاركين فقط
3- تحسين العلاقة بين الشركاء إلى الأفضل
وذلك لأن شبكة التجارة الخاصة عبارة عن مجموعة من الشركات اتفقت للعمل سوية فهذه العلاقة التي تجمعهم تدعمت بشكل ملحوظ وحسنت العلاقة إلى الأفضل فقد قللت حواجز الزمن والأخطاء وكذلك فجوات المعلومات التي تحدث خلال الهاتف أو الفاكس.فشبكة التجارة الخاصة تطبق لائحة عمل مشتركة لدعم العلاقات وتشرف على العقود الاتفاقية
مثال على بعض الشركات التي أنشأت هذه الشبكة ايس هارد وير التي تدعم شبكة تربطها مع مورديها ومراكز التوزيع والتجار. هذه الشبكة ساعدت ايس على إدارة سلسلة توريد معقدة جعلت الموردين يحصلون على معلومات فورية عن الجرد والطلب
4- الحصول على عائد من الاستثمار الحقيقي
عملية التسعير في شبكة التجارة الخاصة تأخذ أشكال مختلفة ولكن لان كل شبكة تنشأ لإفادة المشتركين فيها فعملية التسعير لا تتم بالدفع لكل صفقة ولكنها عبارة عن اجر سنوي يرتب من قبل المالك الأساسي للشبكة فعن طريق مرونة عملية التسعير يستطيع المشاركين أن يزيدوا كفاءتهم في تنظيم عملية الطلب والشحن وإدارة الجرد وبذلك سيكون عائد الا ستثمار شهريا وليس سنوي
5- انها تساند العمليات المعقدة ومتطلبات الإدارة المالية.

## موانع التطبيق
1. الشركات المشاركة تتطلب مشاركة معلومات مهمة مع شركاء العمل والتي هي عادة سرية وفي عالم التقنية من الصعب الحد من مشاركة المعلومات.
2. ربط الشبكة الخاصة بنظام التخطيط ونظام التبادل يتطلب استثمار كبير للوقت والمال.
3. اتخاذ الشبكة الصناعية الخاصة يتطلب تغيير في فكر وتصرف الموظفين وذلك بتغير ولائهم من الشركة فحسب إلى كافة الشركاء في الشبكة.
4. الموردين يجب عليهم أن يغيروا من طريقة إدارة ووضع مصادرهم لان عملية الصناعة تعتمد على الطلب من قبل الشركاء في الشبكة.
5. كل المشاركين في سلسة التوريد والتوزيع سيفقدون استقلاليتهم ولذلك فم يحتاجون إلى برنامج متكامل يحقق لهم التغيير الذي يسمح لهم بالمشاركة في الشبكة.